# Foho Nunuli
Der Foho Nunuli (kurz Nunuli) ist ein Berg in der osttimoresischen Gemeinde Bobonaro. Er liegt an der Westgrenze des Sucos Hataz (Verwaltungsamt Atabae) zum Suco Leolima (Verwaltungsamt Balibo), in der Aldeia Biamaraen und hat eine Höhe von 447 m. Westlich liegt in Leolima der Foho Fataon. Zwischen den beiden Bergen fließt der Mukuki, ein Zufluss des Nunura.